# Gmina Dojran
Gmina Dojran (mac. Општина Дојран) – gmina wiejska w południowo-wschodniej Macedonii Północnej.
Graniczy z gminami: Wałandowo od północy, Bogdanci od zachodu oraz z Grecją od południa i od wschodu.
Skład etniczny
- 77,09% – Macedończycy
- 11,73% – Turcy
- 8,08% – Serbowie
- 1,72% – Romowie
- 1,38% – pozostali

W skład gminy wchodzi:
- 13 wsi: Star Dojran, Durutli, Dziopczeli, Kurtamzali, Nikolic, Now Dojran, Organdżali, Sewendekli, Sretenowo, Furka, Crniczani, Czauszli, Dżumabos.